# 비사벌
주식회사 비사벌(-, Bisabul)은 전라북도 전주시의 주택 건설업체이다.

## 역사
창업주인 강대순 회장은 부유한 집안에서 태어났다. 과수원을 운영하던 아버지는 당시 '강씨 집안의 땅을 밟지 않고 전주시내로 들어갈 수 없다'고 세간에 회자될 정도로 큰 부자였다. 전북대 국문학과를 졸업하고 1972년부터 건설업에 종사하며 전북대 경영대학원 과정을 수료했고 1976년에 비사벌을 설립했다. 1980~90년대 당시에는 지역을 넘어 국내굴지의 건설회사로 성장시키는 그룹으로 성장했다. 1998년 외환위기로 인해 부도가 나서 2005년까지 법정관리를 받았다. 이후 2005년 법원으로부터 파산선고를 받으면서 그룹은 해체 되었고 역사속으로 사라졌다.
1997년 강대순 회장 셋째아들이 전라북도 전주시 덕진구 송천동에 대형마트인 굿마트를 설립했다. 당시 전라북도 최초의 대형마트 였고, 전북 전주시 덕진구 송천동에 있는 굿마트 본점인 전주점은 1997년 7월 1일 개점했으며, 2004년 12월 31일까지 영업하였다. 1997년전북 군산시 나운동 비사벌 아파트 지하상가에 2호점 설립을 계획 했었으며, 1998년에 개점을 준비할 예정이었다. 그러나 비사벌 그룹이 1998년에 부도가 나서 군산점 개점은 무산 됐으며 굿마트는 비사벌 그룹이 파산선고 받으면서 굿마트 법인은 2005년에 해체되었다. 이후 2005년 송천동 굿마트 부지는 GS리테일에 매각되어 GS마트로 바뀌었고 2010년까지 영업했으며 2010년 롯데그룹이 GS리테일 마트, 백화점 사업부문을 인수해서 송천동 GS마트는 롯데마트 덕진점으로 바뀌었다. 물론 2008년도에 롯데마트가 송천동 센트럴파크 아파트 맞은편에 롯데마트 송천점을 개업했다. 2019년 6월 30일 롯데마트 덕진점은 송천점과 통합으로 폐점 됐다. 이후 2021년도에 송천동 옛 굿마트 부지는 리모델링후 상가건물로 바뀌었다.

## 주요 사업
- 전주 송천동 비사벌아파트
- 전주 송천동 호반촌 비사벌 아파트
- 전주 송천동 비사벌2차 아파트
- 전주 금암동 비사벌아파트
- 전주 서신동 비사벌아파트
- 전주 서신동 제일비사벌아파트
- 전주 효자동 상산타운아파트
- 전주 효자동 비사벌아파트
- 김제 신풍동 비사벌아파트
- 익산 동산동 비사벌아파트
- 익산 영등동 비사벌아파트
- 익산 남중동 비사벌맨션
- 군산 나운동 비사벌아파트
- 계룡 엄사 비사벌아파트
- 굿마트 전주점

## 계열사
- (주)비사벌주택
- (주)비사벌건설
- (주)굿마트
- 비사벌전선

1. 1 2  구체적으로 서술함